# 粗糙小光壳炱
粗糙小光壳炱（学名：Asteridiella scabra）是属于小煤炱目小煤炱科小光壳炱属的一种真菌，寄生在金缕梅科植物上。该种分布于中国、印度、南非。